# Wunderblumen
Wunderblumen (Mirabilis) sind eine Pflanzengattung innerhalb der Familie der Wunderblumengewächse (Nyctaginaceae). Die etwa 60 Arten sind hauptsächlich in der Neuen Welt verbreitet.

## Beschreibung

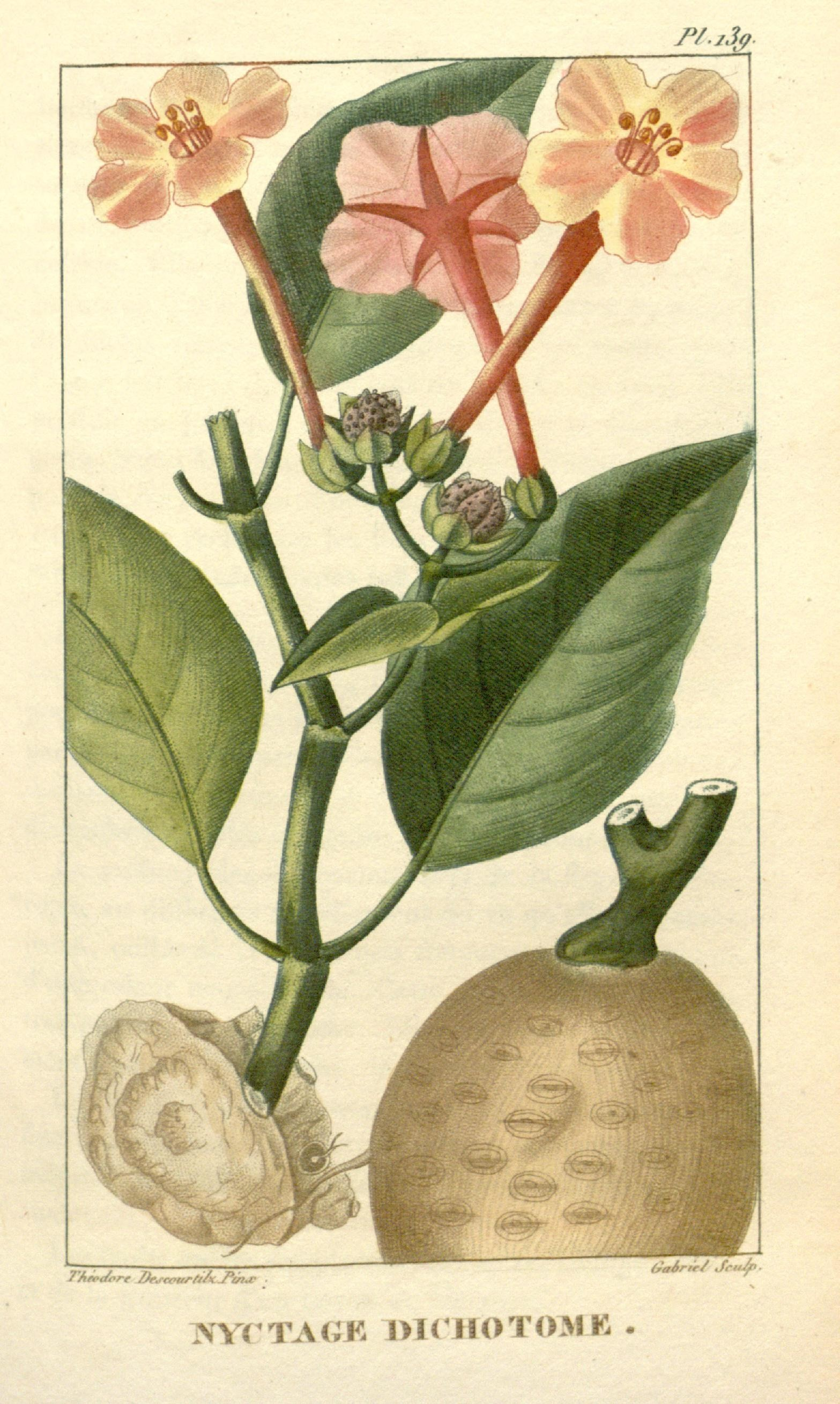
Illustration aus Flore médicale des Antilles, ou, Traité des plantes usuelles, Tafel 139 der Wunderblume (Mirabilis jalapa)

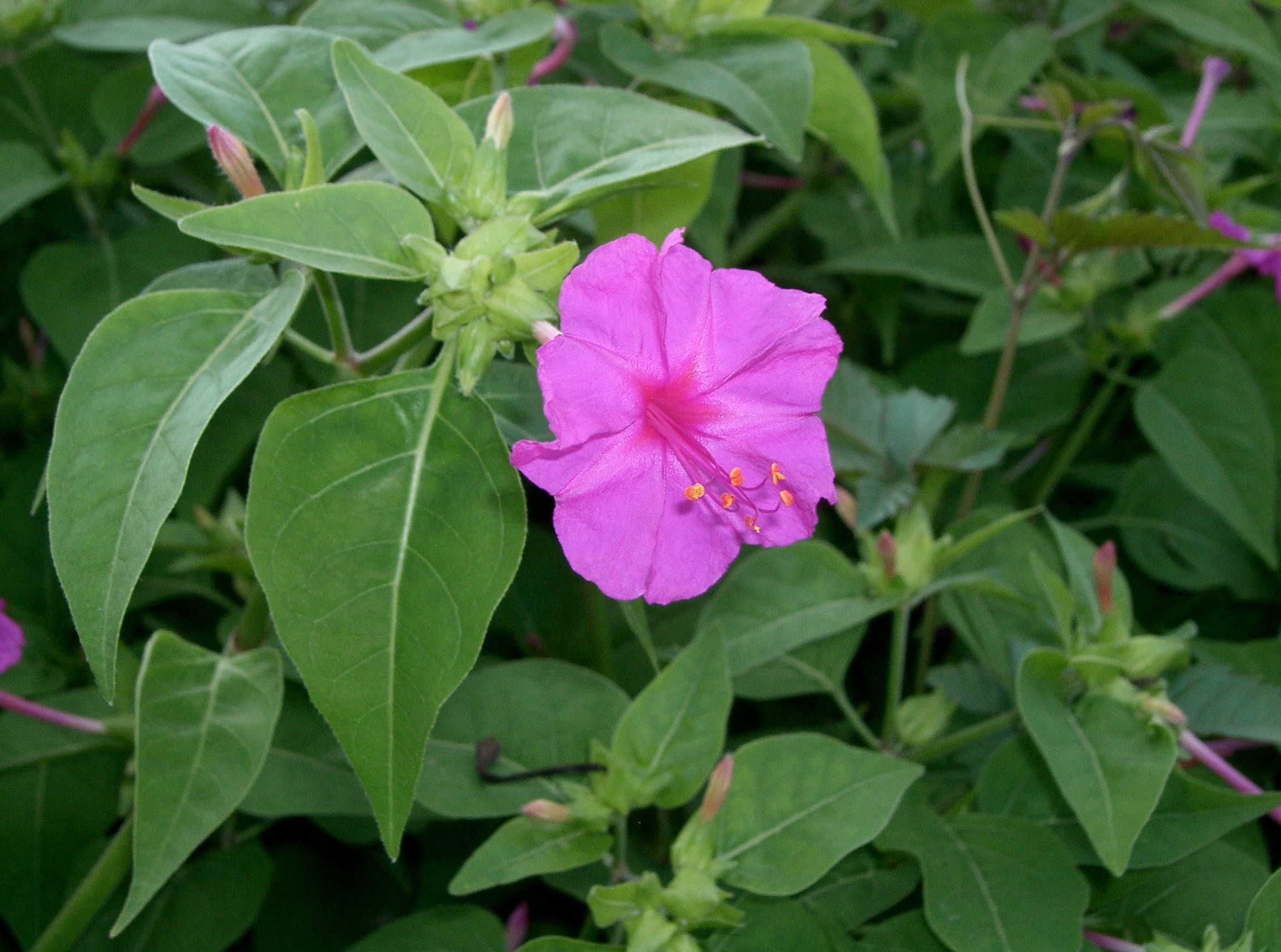
Laubblätter und Blüte der Wunderblume (Mirabilis jalapa)

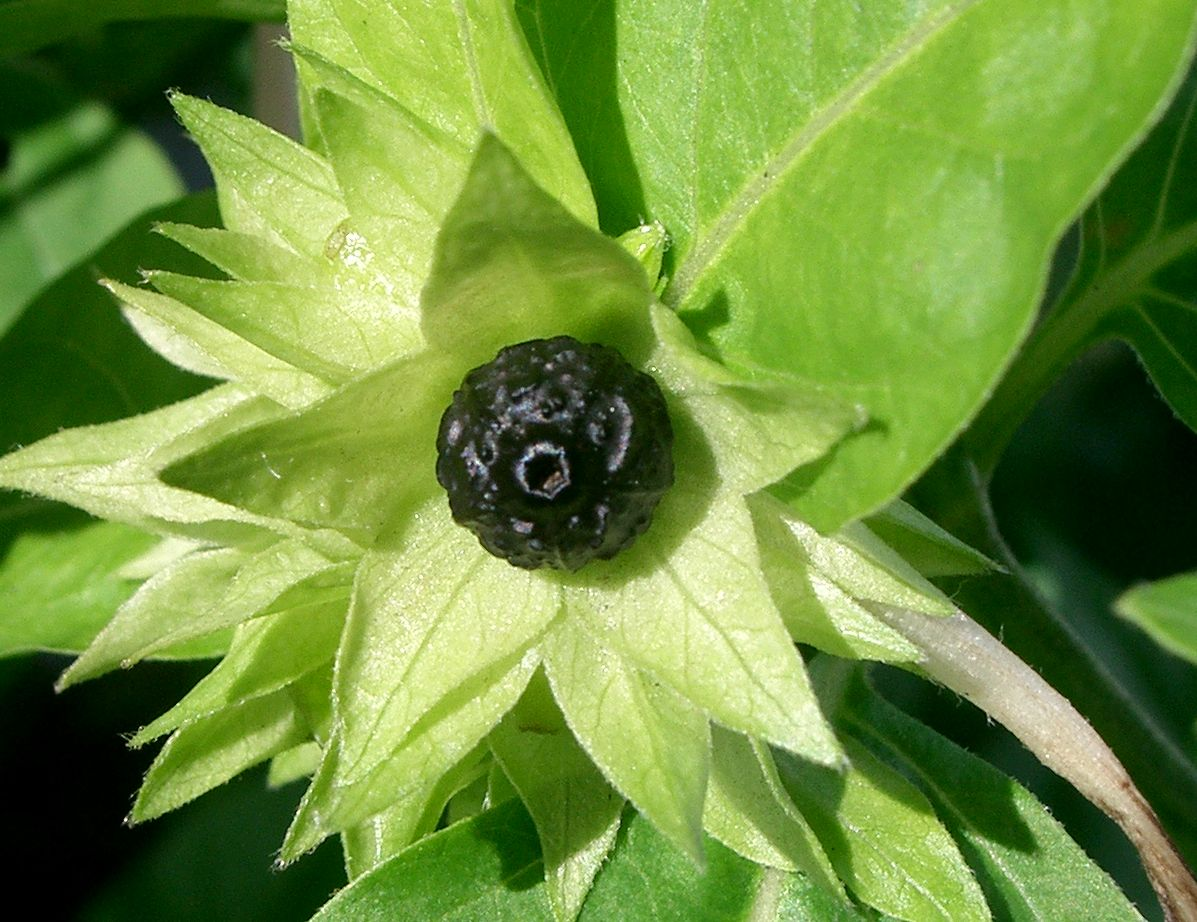
„Anthokarp“ über den fünf verwachsenen, haltbaren Kelchblättern der Wunderblume (Mirabilis jalapa)

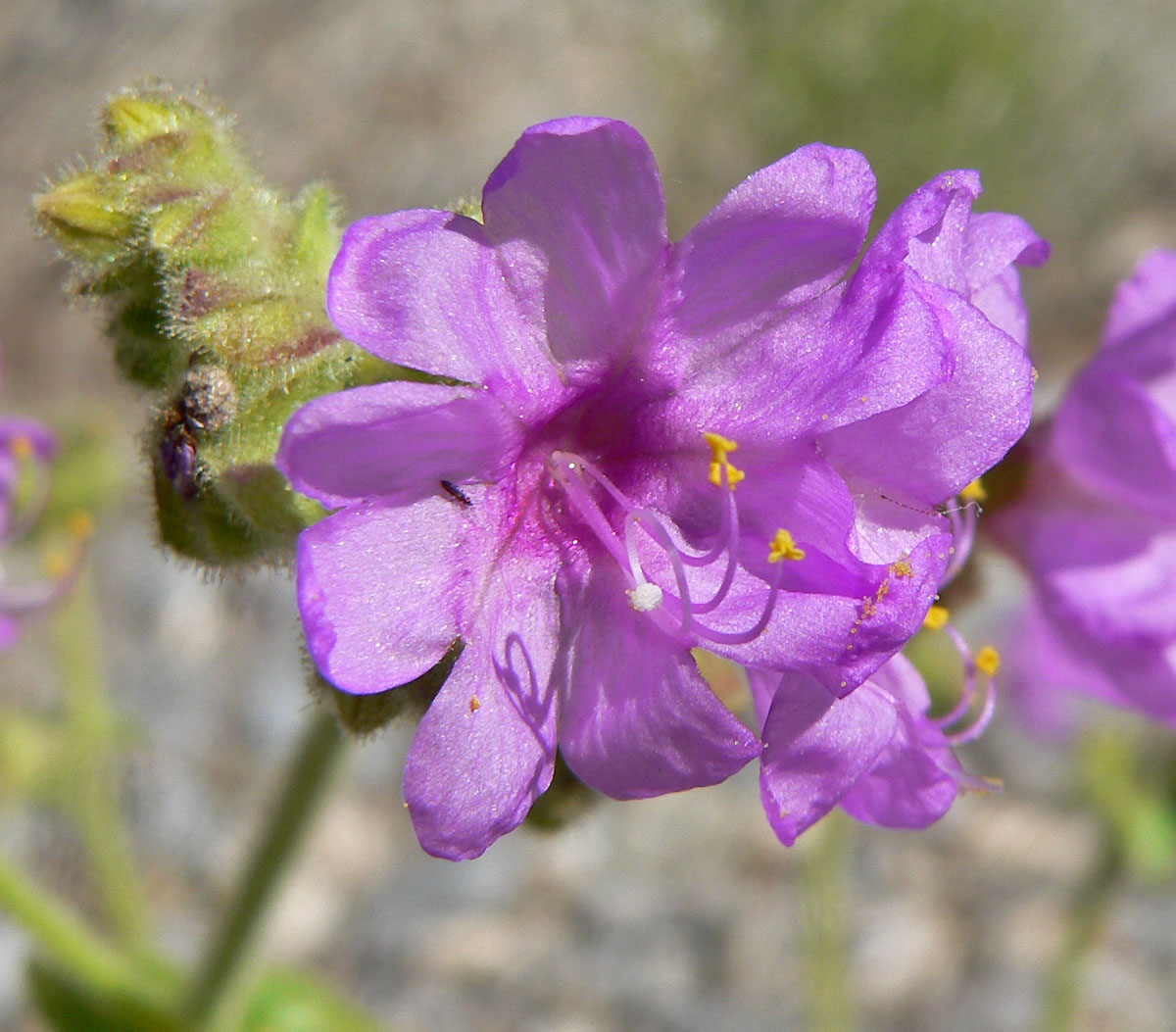
Blüten im Detail von Mirabilis albida

### Vegetative Merkmale
Die Wunderblumen wachsen als meist ausdauernde, selten einjährige, krautige Pflanzen oder oft auch als Halbsträucher. Sie besitzen eine Pfahlwurzel, die dünn bis seilförmig oder verdickt bis zu knollenförmig sein kann.
Die oberirdischen Pflanzenteile sind kahl oder behaart, häufig klebrig. Die Sprossachsen sind aufrecht bis niederliegend und unbewehrt. Die Internodien besitzen keine klebrigen Bänder.
Die Laubblätter sind gestielt oder sitzend, jedes Paar ist annähernd gleich. Die einfache Blattspreite ist dünn bis dick-fleischig und die Spreitenbasis ist mehr oder weniger symmetrisch. Es sind keine Nebenblätter vorhanden.

### Generative Merkmale
Die end- oder seitenständigen, meist zymösen Blütenstände enthalten 1 bis 16 Blüten. Jede Blüte steht über einem gestielten Involukrum. Das haltbare Involukrum besteht aus fünf untereinander verwachsenen, krautigen bis häutigen Hüllblättern.
Die zwittrigen Blüten sind fünfzählig. Die fünf Kelchblätter sind verwachsen und kronblattartig. Es sind keine Kronblätter vorhanden. Die Blüten sind chasmogam und/oder kleistogam. Bei kleistogamen Blüten ist die Blütenhülle eine kleine Kuppel. Bei chasmogamen ist die Blütenhülle ist radiärsymmetrisch bis leicht zygomorph, glocken- bis trichterförmig, wobei sich die Kronröhre allmählich oder abrupt erweitert. Die drei bis sechs Staubblätter überragen die Blütenhüllblätter. Die Griffel reichen über die Staubblätter hinaus, ihre Narben sind kopfig.
Es wird meist ein „Anthokarp“ gebildet. Das Anthokarp ist radiärsymmetrisch und besitzt meist fünf runde bis eckige Rippen. Die Form des Anthokarp ist verkehrt-eiförmig, ellipsoid bis fast kugelig. Die Oberfläche kann glatt, ledrig, kahl oder behaart sein.
Die Chromosomengrundzahlen betragen meist x = 9.

## Systematik und Verbreitung
Die Gattung Mirabilis wurde 1753 in Species Plantarum, 1, Seite 177 aufgestellt. Typusart ist Mirabilis jalapa L. Der Gattungsname Mirabilis stammt vom lateinischen Wort mirabilis für wundervoll.
Die Gattung Mirabilis gehört zur Tribus Nyctagineae innerhalb der Familie der Nyctaginaceae.
Anton Heimerl teilte die Gattung Mirabilis  1934 in sechs Sektionen ein:
- Sektion Mirabilis: Sie enthält etwa zehn Arten von den südwestlichen Vereinigten Staaten über Mexiko bis ins nördliche Zentralamerika.[4]
- Sektion Mirabilopsis Heimerl: Es gibt nur eine Art von den südwestlichen Vereinigten Staaten bis ins nördliche Mexiko.[5]
- Sektion Oxybaphoides A.Gray: Sie enthält etwa 17 Arten von den südwestlichen Vereinigten Staaten bis ins nördliche Mexiko, in Südamerika und in Südasien.[6]
- Sektion Oxybaphus (L’Heritier ex Willdenow) Heimerl: Sie enthält etwa 25 Arten von den südwestlichen Vereinigten Staaten über Mexiko und Zentralamerika bis Südamerika.[7]
- Sektion Paramirabilis Heimerl
- Sektion Quamoclidion (Choisy) A.Gray: Sie enthält etwa sechs Arten von den südwestlichen Vereinigten Staaten bis ins nördliche Mexiko.[8]

Die Taxonomie der Arten ist häufig schwierig, da Formen, die sich morphologisch und ökologisch stark voneinander unterscheiden, aber keine unterscheidbaren reproduktiven Merkmale besitzen. Besonders tritt dieses Problem in der Sektion Oxybaphus aufgrund von Autogamie, Xenogamie und hohen Chromosomenzahlen hervor.

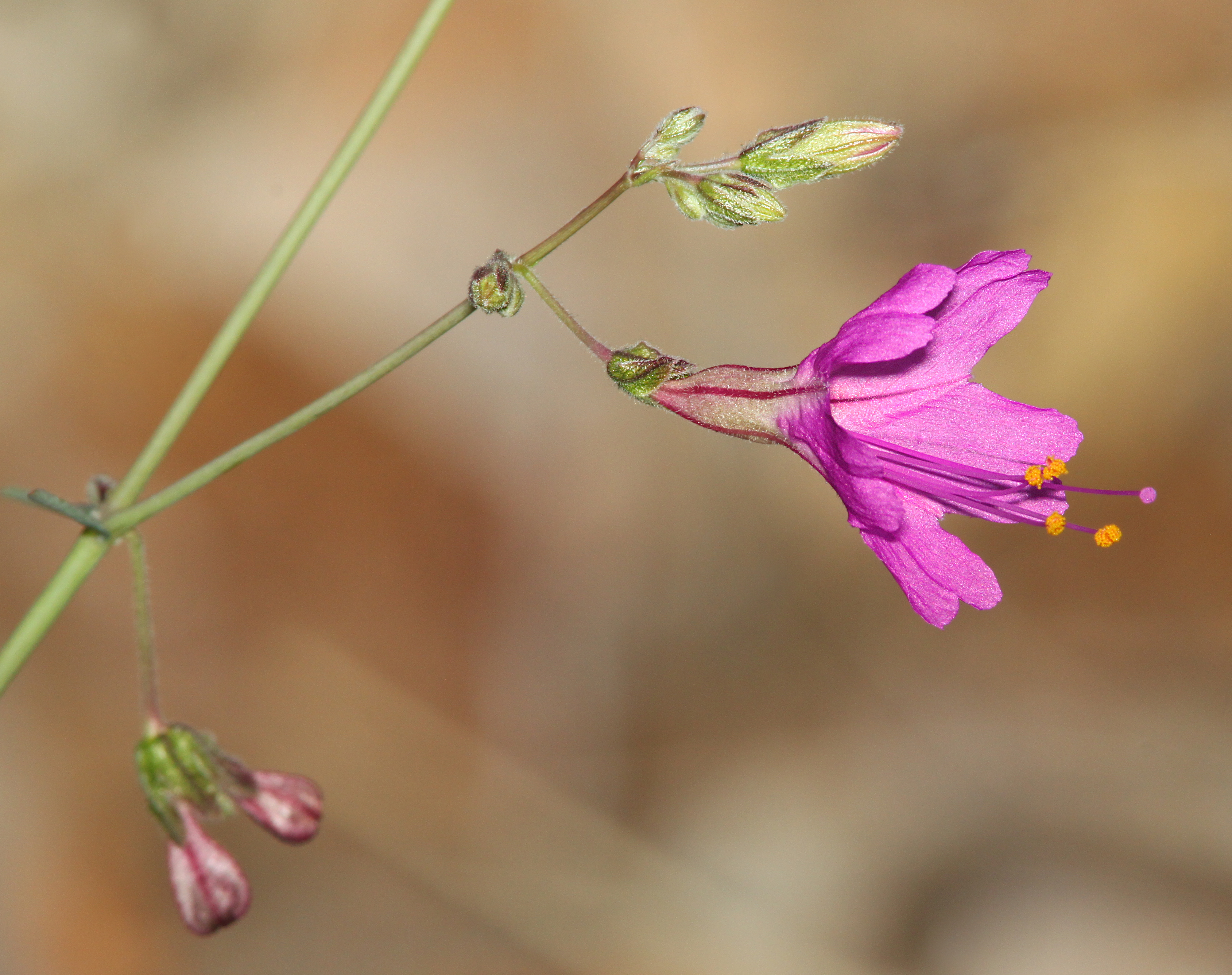
Ausschnitt eines Blütenstandes mit Blüte von Mirabilis coccinea

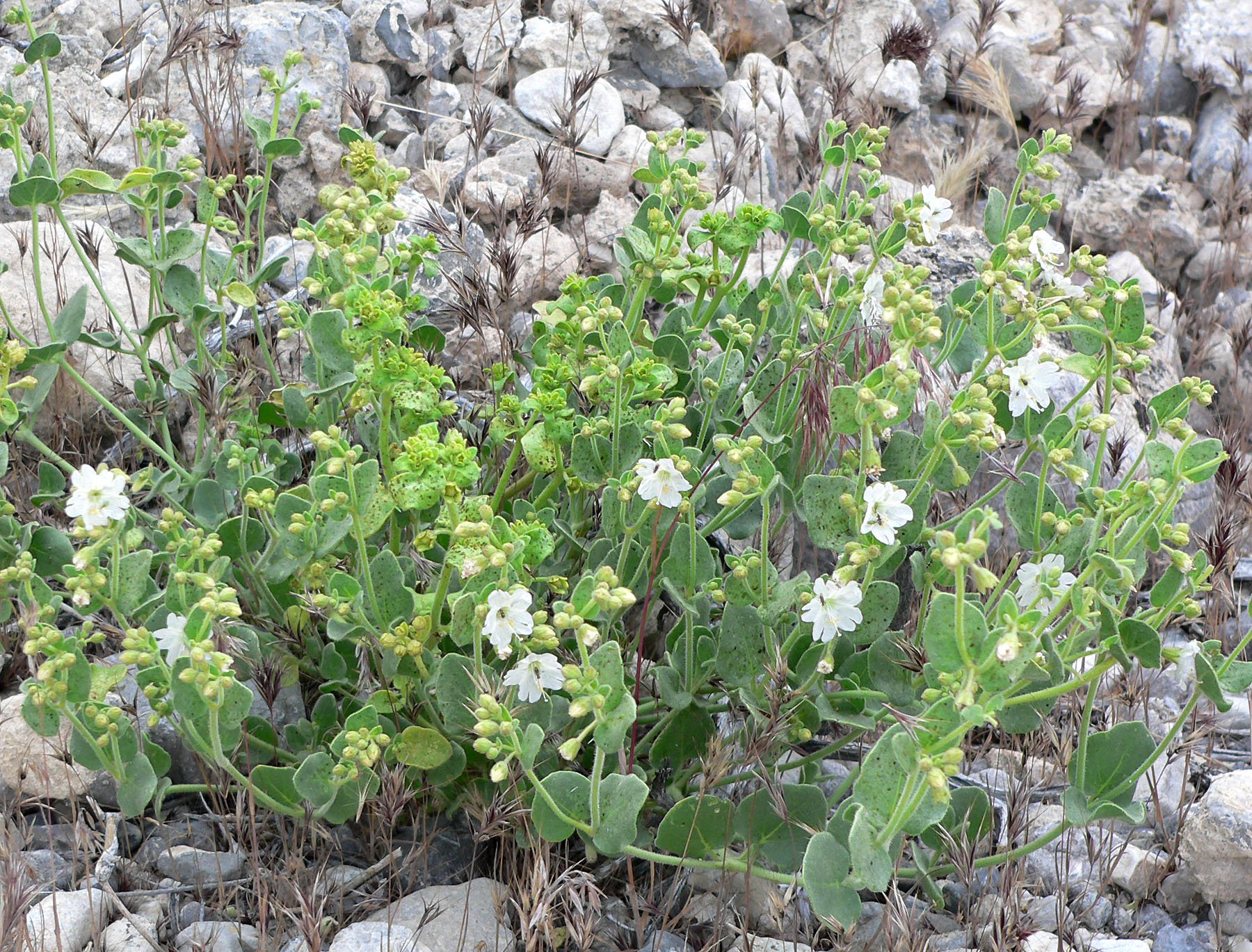
Habitus von Mirabilis laevis

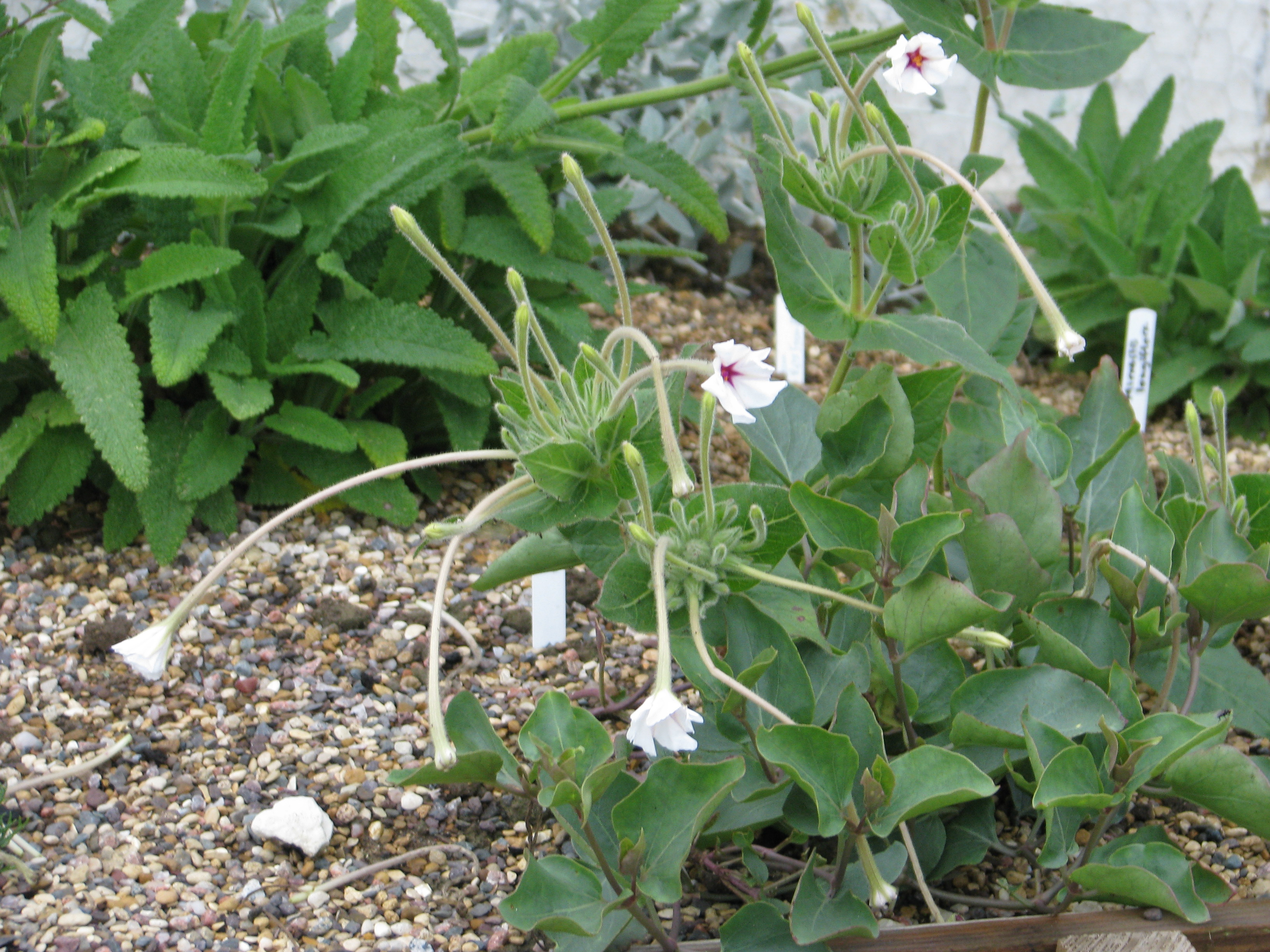
Habitus und Blüten von Mirabilis longiflora

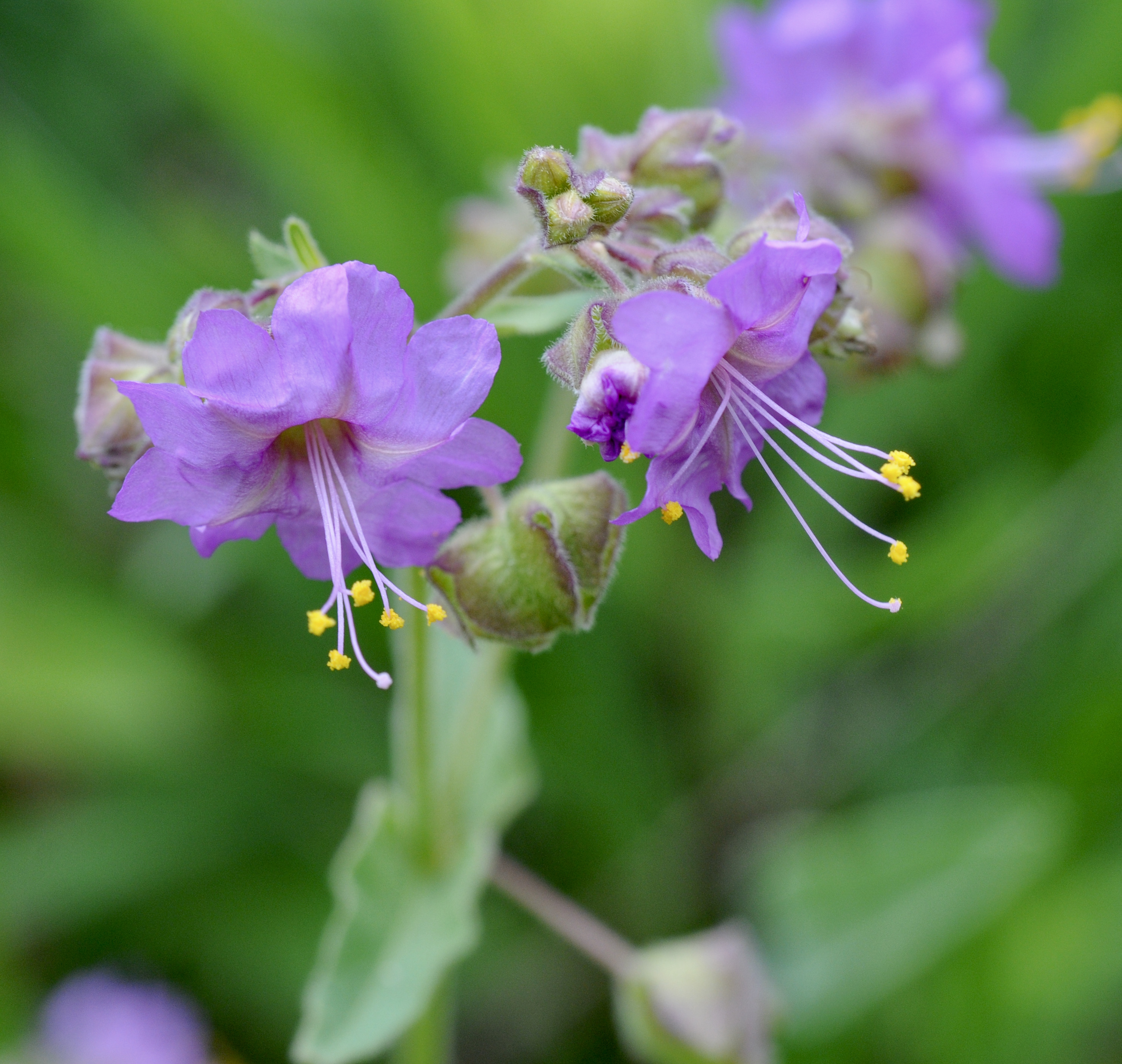
Regenschirm-Wunderblume (Mirabilis nyctaginea)

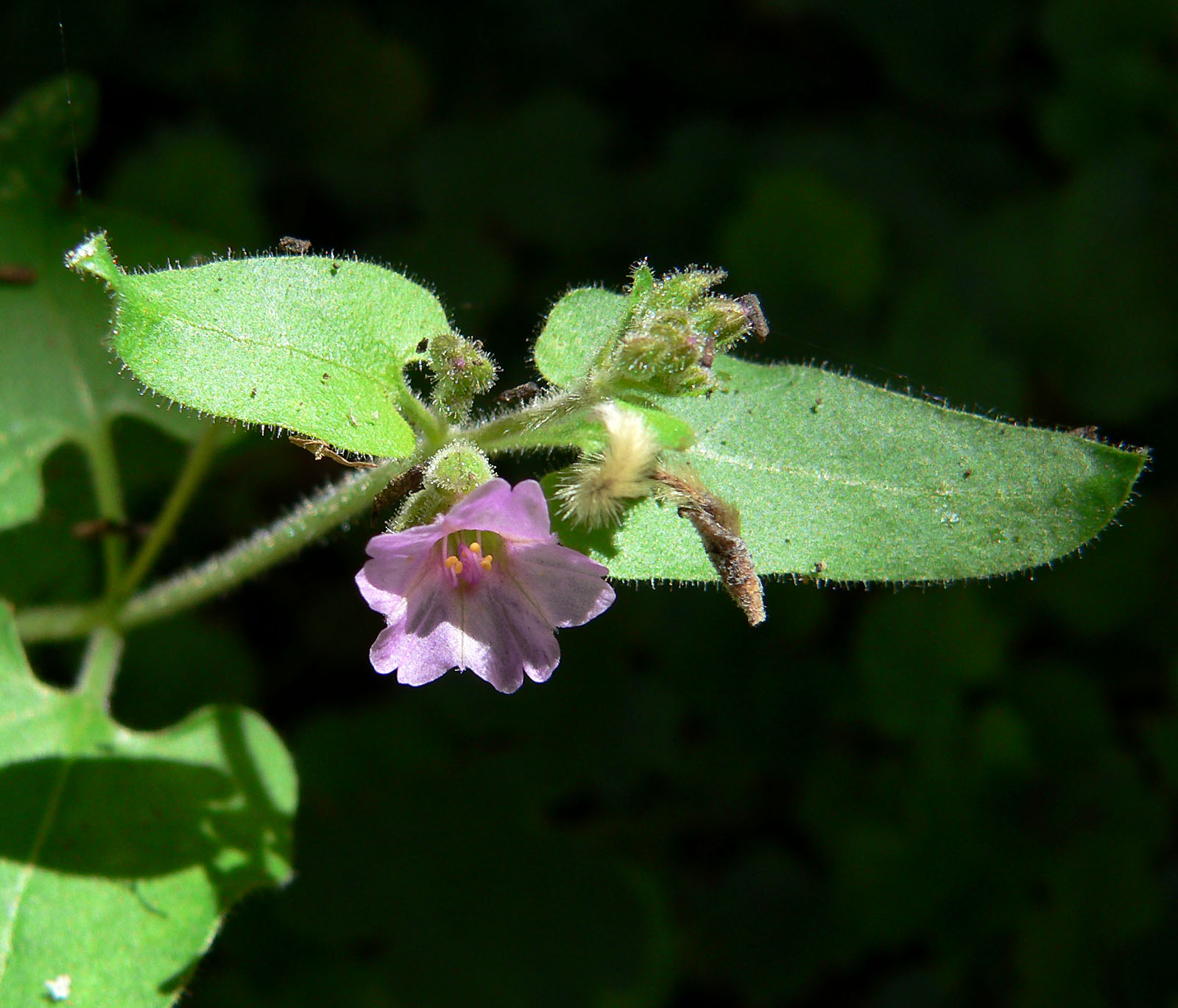
Zweig mit gegenständigen Laubblättern und Blüte von Mirabilis oxybaphoides

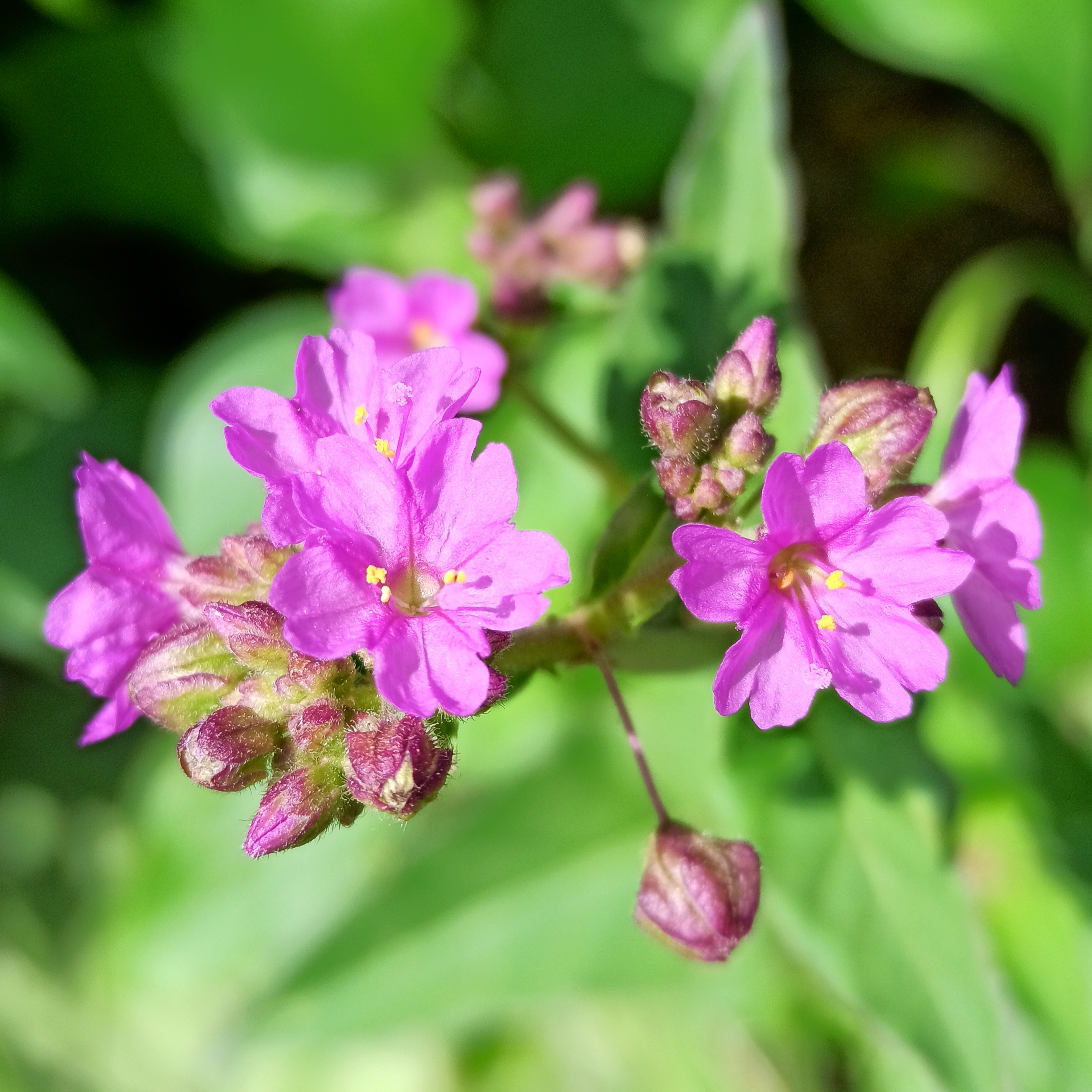
Mirabilis viscosa

Die Gattung Mirabilis gedeiht in gemäßigten bis tropischen Gebieten vor allem in Nord- und Südamerika. Mindestens eine Art ist auch in Südasien heimisch. Die Wunderblume (Mirabilis jalapa) wurde durch den Menschen weltweit verbreitet.
Mit etwa 60 Arten ist Mirabilis die artenreichste Gattung der Familie Nyctaginaceae (Auswahl):
- Mirabilis albida (Walter) Heimerl: Sie ist in Nordamerika von Kanada über die USA bis Mexiko weitverbreitet.[1]
- Mirabilis alipes (S.Watson) Pilz: Sie gedeiht in Höhenlagen von 1200 bis 2000 Metern in den westlichen US-Bundesstaaten Kalifornien, Colorado, Nevada sowie Utah.[1]
- Mirabilis austrotexana B.L.Turner: Sie gedeiht in Höhenlagen von 0 bis 300 Metern in Texas und vielleicht auch im angrenzenden mexikanischen Bundesstaat Tamaulipas.[1]
- Mirabilis coccinea (Torr.) Benth. & Hook. f.: Sie gedeiht in Höhenlagen von 1200 bis 2000 Metern in den US-Bundesstaaten Kalifornien, Arizona sowie New Mexico und mexikanischen Bundesstaat Sonora.[1]
- Mirabilis expansa (Ruiz & Pav.) Standl.: Sie kommt von Venezuela und Bolivien über Peru bis Chile vor.[3]
- Mirabilis gigantea (Standley) Shinners: Sie gedeiht in Höhenlagen von 200 bis 300 Metern in den US-Bundesstaaten Oklahoma sowie Texas.[1]
- Mirabilis glabra (S.Watson) Standley: Sie gedeiht in Höhenlagen von 500 bis 2100 Metern in den US-Bundesstaaten Arizona, Colorado Kansas, Nebraska, New Mexico, Oklahoma, Texas sowie Utah und mexikanischen Bundesstaat Chihuahua.[1]
- Mirabilis greenei S.Watson: Sie gedeiht in Höhenlagen von 400 bis 1000 Metern nur in Kalifornien.[1]
- Mirabilis himalaica (Edgew.) Heimerl (Syn.: Oxybaphus himalaicus Edgew.): Due zwei Unterarten kommen in Indien, Tibet und in den chinesischen Provinzen Gansu, Shaanxi, Sichuan, Yunnan vor.[3]
- Gewöhnliche Wunderblume[9] oder auch Wunderblume (Mirabilis jalapa L., Syn.: Mirabilis ambigua Trautv., Mirabilis dichotoma L., Mirabilis divaricata Lowe, Mirabilis jalapa subsp. ciliata Standl., Mirabilis jalapa subsp. lindheimeri Standl., Mirabilis jalapa subsp. volcanica Standl., Mirabilis odorata L., Mirabilis planiflora Trautv., Mirabilis procera Bertol., Nyctago jalapa (L.) DC., Nyctago mirabilis St.-Hil.): Ihr Ursprung wird in einem Gebiet von Mexiko bis Zentralamerika vermutet und sie ist fast weltweit als Gartenflüchtling ein Neophyt.[3]
- Mirabilis laevis (Benth.) Curran: Die vier Varietäten sind von den westlichen USA bis ins nordwestliche Mexiko verbreitet.[1]
- Mirabilis latifolia (A.Gray) Diggs, Lipscomb & O’Kennon: Dieser Endemit gedeiht in Höhenlagen von 300 bis 600 Metern nur in Texas.[1]
- Mirabilis linearis (Pursh) Heimerl: Die drei Varietäten sind von Kanada über die USA bis ins nördliche Mexiko verbreitet.[1]
- Mirabilis longiflora L.: Sie gedeiht in Höhenlagen von 800 bis 2300, selten bis zu 2700 Metern in den US-Bundesstaaten Arizona, New Mexico sowie Texas, in Mexiko[1] und in Guatemala in Huehuetenango.[3] Sie ist in Europa ein Neophyt.[1]
- Mirabilis macfarlanei Constance & Rollins: Diese gefährdete Art gedeiht nur an exponierten Hängen in Canyons in Höhenlagen von 400 bis 500 Metern in den US-Bundesstaaten Idaho sowie Oregon.[1]
- Mirabilis melanotricha (Standley) Spellenberg: Sie gedeiht in Höhenlagen von 1900 bis 3000 Metern in den US-Bundesstaaten Arizona, Colorado, New Mexico sowie Texas und in Mexiko.[1]
- Mirabilis multiflora (Torr.) A.Gray: Die drei Varietäten sind von den westlichen USA bis Mexiko verbreitet.[1]
- Regenschirm-Wunderblume (Mirabilis nyctaginea (Michx.) MacMill.): Sie ist in Kanada und in den Vereinigten Staaten weitverbreitet. Sie ist in Europa und in Mexiko ein Neophyt.[1] Sie ist in Sachsen bei Dresden und in Tschechien bei Prag eingebürgert und sonst in Mitteleuropa in Einbürgerung begriffen. Sie war früher eine Färbepflanze.[9]
- Mirabilis oxybaphoides (A.Gray) A.Gray: Sie gedeiht in Höhenlagen von 1400 bis 2600 Metern in den US-Bundesstaaten Arizona, Colorado, Nevada, Oklahoma, Utah, New Mexico sowie Texas und in den mexikanischen Bundesstaaten Chihuahua, Coahuila sowie Nuevo León.[1]
- Mirabilis pudica Barneby: Sie gedeiht in Höhenlagen von 1000 bis 1500 Metern in Nevada.[1]
- Mirabilis rotundifolia (Greene) Standl.: Diese gefährdete Art gedeiht in Höhenlagen von 1600 bis 1700 Metern in Colorado.[1]
- Mirabilis tenuiloba S.Watson: Sie gedeiht in Höhenlagen von 0 bis 400, selten bis zu 900 Metern in den westlichen US-Bundesstaaten Arizona sowie Kalifornien  und in den mexikanischen Bundesstaaten Baja California sowie Baja California Sur.[1]
- Mirabilis texensis (J.M.Coulter) B.L.Turner: Sie kommt von Texas bis zu den mexikanischen Bundesstaaten Chihuahua, Coahuila sowie Durango vor.
- Mirabilis viscosa Cav.: Sie kommt in Mexiko und Peru vor.[3]

## Nutzung
Einige Arten werden als Farbstofflieferanten, für kosmetische Produkte, Nahrung und als Heilpflanze verwendet.
Sorten von Mirabilis jalapa werden häufig als Zierpflanzen verwendet.